# Firework
"Firework" (tạm dịch: "Pháo hoa") là một bài hát của nghệ sĩ thu âm người Mỹ Katy Perry nằm trong album phòng thu thứ ba của cô, Teenage Dream (2010). Nó được phát hành như là đĩa đơn thứ ba trích từ album vào ngày 26 tháng 10 năm 2010 bởi Capitol Records. Bài hát được đồng viết lời bởi Perry, Ester Dean với những nhà sản xuất của nó là Mikkel S. Eriksen và Tor Erik Hermansen thuộc đội sản xuất Stargate và Sandy Vee. Được tiết lộ bởi nữ ca sĩ như là bản nhạc quan trọng nhất từ Teenage Dream và lấy cảm hứng từ tiểu thuyết của Jack Kerouac On the Road cũng như mối quan hệ tình cảm giữa Perry với người chồng lúc bấy giờ Russell Brand, "Firework" là một bản dance-pop đề cập đến việc tự trao quyền của bản thân, trong đó nhấn mạnh sự đặc biệt của mỗi người và so sánh họ với những pháo hoa rực rỡ và tỏa sáng trên bầu trời, đã thu hút nhiều sự so sánh với một số tác phẩm của Coldplay. Ngoài ra, nó cũng đánh dấu lần đầu tiên Perry thể hiện một bài hát với nội dung truyền cảm hứng, một khía cạnh cô sẽ tiếp tục khai thác trong những tác phẩm tiếp theo trong tương lai như "Roar" (2013), "By the Grace of God" (2013), "Rise" (2016) và "Daisies" (2020).
Sau khi phát hành, "Firework" nhận được những phản ứng tích cực từ các nhà phê bình âm nhạc, trong đó họ đánh giá cao nội dung lời bài hát ý nghĩa, chất giọng của Perry cũng như quá trình sản xuất của nó, và gọi đây là một trong những bản nhạc nổi bật nhất từ album. Bài hát còn gặt hái nhiều giải thưởng và đề cử tại những lễ trao giải lớn, bao gồm hai đề cử giải Grammy ở hạng mục Thu âm của năm và Trình diễn đơn ca pop xuất sắc nhất tại lễ trao giải thường niên lần thứ 54. Nó cũng tiếp nhận những thành công vượt trội về mặt thương mại, đứng đầu các bảng xếp hạng ở Canada và New Zealand, cũng như lọt vào top 10 ở hầu hết những quốc gia nó xuất hiện, bao gồm vươn đến top 5 ở nhiều thị trường lớn như Úc, Áo, Bỉ, Đức, Ireland, Ý, Na Uy, Thụy Điển, Thụy Sĩ và Vương quốc Anh. Tại Hoa Kỳ, "Firework" đạt vị trí số một trên bảng xếp hạng Billboard Hot 100 trong bốn tuần không liên tiếp, trở thành đĩa đơn quán quân thứ ba liên tiếp từ Teenage Dream và thứ tư của Perry, đồng thời tiêu thụ được hơn 7.2 triệu bản tại đây. Tính đến nay, nó đã bán được hơn 16.4 triệu bản trên toàn cầu, trở thành một trong những đĩa đơn bán chạy nhất mọi thời đại.
Video ca nhạc cho "Firework" được đạo diễn bởi Dave Meyers với nội dung ý nghĩa tương tự như lời bài hát, trong đó bao gồm những cảnh Perry trình bày bài hát và nhảy múa ở nhiều địa điểm quanh Budapest, bên cạnh câu chuyện của những bạn trẻ đã vượt qua những mặc cảm và trở nên tự tin vào bản thân. Nó đã nhận được ba đề cử tại giải Video âm nhạc của MTV năm 2011 cho Video của năm, Video xuất sắc nhất của nữ ca sĩ và Video mang thông điệp ý nghĩa nhất, và chiến thắng một giải đầu tiên. Để quảng bá bài hát, Perry đã trình diễn "Firework" trên nhiều chương trình truyền hình và lễ trao giải lớn, bao gồm The Ellen DeGeneres Show, Late Show with David Letterman, The X Factor UK, Show thời trang Victoria's Secret năm 2010, giải Âm nhạc châu Âu của MTV năm 2010 và giải thưởng Âm nhạc Mỹ năm 2010, cũng như trong nhiều chuyến lưu diễn trong sự nghiệp của cô. Kể từ khi phát hành, bài hát đã được hát lại và sử dụng làm nhạc mẫu bởi nhiều nghệ sĩ, như Karmin, Ella Henderson, Christina Grimmie, Boyce Avenue và dàn diễn viên của Glee, cũng như xuất hiện trong nhiều tác phẩm điện ảnh và truyền hình, bao gồm Alvin and the Chipmunks: Chipwrecked, The Interview, Madagascar 3: Europe's Most Wanted và Sing.

## Danh sách bài hát
Tải kĩ thuật số
1. "Firework" – 3:47
2. "Firework" (video ca nhạc) - 3:55

Đĩa CD tại Đức
1. "Firework" – 3:48
2. "Firework" (không lời) – 3:48

## Thành phần thực hiện
Thành phần thực hiện được trích từ ghi chú của Teenage Dream, Capitol Records.
Thu âm và phối khí
- Thu âm tại Roc the Mic Studios ở Thành phố New York, New York.
- Phối khí tại The Bunker Studios ở Brooklyn, New York và Soapbox Studios ở Atlanta, Georgia.

Thành phần
- Giọng hát - Katy Perry
- Viết lời – Katy Perry, Mikkel S. Eriksen, Tor Erik Hermansen, Sandy Wilhelm, Ester Dean
- Sản xuất – Stargate, Sandy Vee, BirdmanIII
- Kỹ sư - Carlos Oyandel, Damien Lewis
- Hỗ trợ kỹ sư - Josh Houghkirk
- Phối khí - Sandy Vee, Phil Tan
- Nhạc cụ - Mikkel S. Eriksen, Tor Erik Hermansen, Sandy Vee
- Thu âm – Mikkel S. Eriksen, Miles Walker
- Master - Brian Gardner

## Xếp hạng
| Bảng xếp hạng (2010-11)                                | Vị trí cao nhất |
| ------------------------------------------------------ | --------------- |
| Úc (ARIA)                                              | 3               |
| Áo (Ö3 Austria Top 40)                                 | 3               |
| Bỉ (Ultratop 50 Flanders)                              | 5               |
| Bỉ (Ultratop 50 Wallonia)                              | 5               |
| Brazil (Hot 100 Airplay)                               | 5               |
| Canada (Canadian Hot 100)                              | 1               |
| LỖI: PHẢI CUNG CẤP year CHO BẢNG XẾP HẠNG Cộng hòa Séc | 1               |
| Đan Mạch (Tracklisten)                                 | 14              |
| Phần Lan (Suomen virallinen lista)                     | 18              |
| Pháp (SNEP)                                            | 7               |
| Đức (Official German Charts)                           | 4               |
| Hungary (Rádiós Top 40)                                | 2               |
| Ireland (IRMA)                                         | 2               |
| Israel (Media Forest)                                  | 3               |
| Ý (FIMI)                                               | 4               |
| Nhật Bản (Japan Hot 100)                               | 27              |
| Mexico (Billboard International)                       | 4               |
| Hà Lan (Dutch Top 40)                                  | 8               |
| Hà Lan (Single Top 100)                                | 6               |
| New Zealand (Recorded Music NZ)                        | 1               |
| Na Uy (VG-lista)                                       | 2               |
| Ba Lan (Polish Airplay Top 5)                          | 3               |
| Romania (Romanian Top 100)                             | 15              |
| Scotland (OCC)                                         | 3               |
| LỖI: PHẢI CUNG CẤP year CHO BẢNG XẾP HẠNG Slovakia     | 2               |
| Tây Ban Nha (PROMUSICAE)                               | 14              |
| Thụy Điển (Sverigetopplistan)                          | 4               |
| Thụy Sĩ (Schweizer Hitparade)                          | 3               |
| Anh Quốc (OCC)                                         | 3               |
| Hoa Kỳ Billboard Hot 100                               | 1               |
| Hoa Kỳ Adult Contemporary (Billboard)                  | 1               |
| Hoa Kỳ Adult Pop Airplay (Billboard)                   | 1               |
| Hoa Kỳ Dance Club Songs (Billboard)                    | 1               |
| Hoa Kỳ Pop Airplay (Billboard)                         | 1               |
| Hoa Kỳ Rhythmic (Billboard)                            | 5               |
| Venezuela Pop Rock (Record Report)                     | 1               |

| Bảng xếp hạng (2010)                 | Vị trí |
| ------------------------------------ | ------ |
| Australia (ARIA)                     | 24     |
| Germany (Official German Charts)     | 88     |
| Hungary (Rádiós Top 40)              | 94     |
| Ireland (IRMA)                       | 9      |
| Netherlands (Dutch Top 40)           | 75     |
| New Zealand (Recorded Music NZ)      | 17     |
| UK Singles (Official Charts Company) | 19     |
| Bảng xếp hạng (2011)                 | Vị trí |
| Australia (ARIA)                     | 28     |
| Austria (Ö3 Austria Top 75)          | 37     |
| Belgium (Ultratop 50 Flanders)       | 57     |
| Belgium (Ultratop 40 Wallonia)       | 32     |
| Canada (Canadian Hot 100)            | 8      |
| France (SNEP)                        | 34     |
| Germany (Official German Charts)     | 53     |
| Hungary (Rádiós Top 40)              | 26     |
| Italy (FIMI)                         | 24     |
| Israel (Media Forest)                | 43     |
| Netherlands (Dutch Top 40)           | 163    |
| Netherlands (Single Top 100)         | 38     |
| New Zealand (Recorded Music NZ)      | 31     |
| Romania (Romanian Top 100)           | 88     |
| Spain (PROMUSICAE)                   | 32     |
| Sweden (Sverigetopplistan)           | 43     |
| Switzerland (Schweizer Hitparade)    | 36     |
| UK Singles (Official Charts Company) | 65     |
| US Billboard Hot 100                 | 3      |
| US Adult Contemporary (Billboard)    | 2      |
| US Adult Top 40 (Billboard)          | 6      |
| US Hot Dance Club Songs (Billboard)  | 19     |
| US Latin Pop Songs (Billboard)       | 8      |
| US Pop Songs (Billboard)             | 8      |
| US Rhythmic (Billboard)              | 29     |
| Bảng xếp hạng (2012)                 | Vị trí |
| France (SNEP)                        | 133    |

| Bảng xếp hạng                        | Vị trí |
| ------------------------------------ | ------ |
| UK Singles (Official Charts Company) | 140    |
| US Billboard Hot 100                 | 205    |
| US Billboard Hot 100 (Women)         | 67     |

## Chứng nhận
| Quốc gia                                                                           | Chứng nhận    | Số đơn vị/doanh số chứng nhận |
| ---------------------------------------------------------------------------------- | ------------- | ----------------------------- |
| Úc (ARIA)                                                                          | 9× Bạch kim   | 630.000^                      |
| Áo (IFPI Áo)                                                                       | Vàng          | 15.000*                       |
| Bỉ (BEA)                                                                           | Vàng          | 15.000*                       |
| Canada (Music Canada)                                                              | 6× Bạch kim   | 480.000^                      |
| Đan Mạch (IFPI Đan Mạch) Nhạc số                                                   | Vàng          | 15.000^                       |
| Đan Mạch (IFPI Đan Mạch) Streaming                                                 | Vàng          | 7.500^                        |
| Pháp (SNEP)                                                                        | —             | 140,000                       |
| Đức (BVMI)                                                                         | Bạch kim      | 500.000‡                      |
| Ý (FIMI)                                                                           | 2× Bạch kim   | 60,000*                       |
| Nhật Bản (RIAJ)                                                                    | Vàng          | 100.000^                      |
| México (AMPROFON)                                                                  | Bạch kim+Vàng | 90,000*                       |
| New Zealand (RMNZ)                                                                 | 2× Bạch kim   | 30.000*                       |
| Thụy Điển (GLF)                                                                    | Bạch kim      | 20.000‡                       |
| Thụy Sĩ (IFPI)                                                                     | Vàng          | 15.000^                       |
| Anh Quốc (BPI)                                                                     | 2× Bạch kim   | 1,298,888                     |
| Hoa Kỳ (RIAA)                                                                      | 11× Bạch kim  | 11,255,000                    |
| * Chứng nhận dựa theo doanh số tiêu thụ. ^ Chứng nhận dựa theo doanh số nhập hàng. |               |                               |

## Lịch sử phát hành
| Quốc gia       | Ngày              | Định dạng          | Hãng đĩa        |
| -------------- | ----------------- | ------------------ | --------------- |
| Hoa Kỳ         | 26 tháng 10, 2010 | Mainstream airplay | Capitol Records |
| Hoa Kỳ         | 16 tháng 11, 2010 | Rhythmic airplay   | Capitol Records |
| Vương quốc Anh | 2 tháng 11, 2010  | Tải kĩ thuật số    | Capitol Records |
| Vương quốc Anh | 2 tháng 10, 2010  | CD                 | Capitol Records |
| Đức            | 3 tháng 10, 2010  | CD                 | Capitol Records |
| Pháp           | 24 tháng 1, 2011  | CD                 | Capitol Records |